# ويلبر شوارتز
ويلبر شوارتز (بالإنجليزية: Wilbur Schwartz)‏ هو موسيقي أمريكي، ولد في 17 مارس 1918، وتوفي في 3 أغسطس 1990.

## وصلات خارجية
- ويلبر شوارتز على موقع IMDb (الإنجليزية)
- ويلبر شوارتز على موقع ميوزك برينز (الإنجليزية)
- ويلبر شوارتز على موقع أول ميوزيك (الإنجليزية)
- ويلبر شوارتز على موقع ديسكوغز (الإنجليزية)